# 世田谷区立烏山小学校
世田谷区立烏山小学校（せたがやくりつ からすやましょうがっこう）とは、東京都世田谷区給田にある公立の小学校。

## 沿革
1873年（明治6年）7月1日、神奈川県多摩郡烏山村鎮守白山神社傍の念仏堂を校舎として「温知学舎」と称し開校された。並木敬三宅、現在の烏山交番裏側、烏山区民センター、そして現在の校舎と4回の移転をしている。
- 1873年（明治6年）7月1日 - 神奈川県多摩郡烏山村（後の北多摩郡千歳村、現在の東京都世田谷区）に温知学舎として開校。
- 1875年（明治8年）7月 - 烏山学校に改称。
- 1936年（昭和11年）10月 - 千歳村の東京市編入により、東京市烏山尋常高等小学校に改称。
- 1941年（昭和16年）4月 - 国民学校令により、東京市烏山国民学校に改称。
- 1943年（昭和18年）7月1日 - 東京都制により、東京都烏山国民学校に改称。
- 1947年（昭和22年）4月 - 学校教育法により、東京都世田谷区立烏山小学校に改称。
- 1950年（昭和25年）3月 - 校歌制定。
- 1953年（昭和28年）4月1日 - 烏山北小学校新設のため、甲州街道北側を北小学校区域と定め、1・2年児童を烏山北小へ分離。
- 1955年（昭和30年）4月1日 -　学校図書館を設置（元の工作室を改修）。
- 1960年（昭和35年）4月1日 - 世田谷区立芦花小学校が開校（分校独立）。
- 1962年（昭和37年）6月4日 - 特殊学級開設。
- 1963年（昭和38年）5月 - 烏山小学校新校舎建設着工。
- 1964年（昭和39年）3月28日 - 新校舎落成式挙行し、移転。
- 1967年（昭和42年）
  - 3月14日 - 増築6教室と体育館完成。
  - 3月15日 - 体育館落成と創立90周年記念の両式典挙行。
  - 4月1日 - 学区域変更により、祖師谷1丁目の一部塚戸小より、烏山町の一部芦花小へ編入。
  - 7月31日 - プール落成。
- 1973年（昭和48年）11月1日 - 創立100周年記念式典挙行し、記念誌発行。
- 1975年（昭和50年）2月25日 - 西側増築校舎落成式（2階建(特殊教室2、特別教室1、資料室1)）。
- 1979年（昭和54年）10月31日 - 給食室第一期と第二期工事完了。
- 1983年（昭和58年）
  - 3月25日 - 屋上舗装、造形砂場、渡り廊下、校舎外壁塗装、放送室、全教室窓枠サッシ取替工事完了。
  - 11月5日 - 創立110周年記念式典挙行し、記念誌発行。旧校舎跡に記念碑建立、記念時計ポールと教材池の設置。
- 1987年（昭和62年）10月8日 - 校舎内部改修工事（つくし学級、保健室、防災壁）。
- 1989年（平成元年）
  - 5月6日 - 体育館・プール落成式典挙行し、記念公演開催。
  - 9月30日 - 校舎内全面塗装工事並びに校庭大規模改修工事完了。
- 1991年（平成3年）6月29日 - 校舎北門の前にある黒橋開通式挙行（タイムカプセルを入れる）。
- 1993年（平成5年）11月6日 - 創立120周年記念式典挙行し、祝賀会開催。百年つばき植樹。
- 1994年（平成6年）3月15日 - 念仏堂に烏山小学校誕生の碑建立し記念誌発行。
- 1995年（平成7年）10月9日 - 外壁塗装工事・屋上防水・フェンス工事・増灯工事完了。
- 1998年（平成10年）7月10日 - 創立125周年記念航空写真撮影。
- 1999年（平成11年）10月28日 - 校舎西側トイレ改修工事完了。
- 2000年（平成12年）10月30日 - 耐震補強工事完了。
- 2001年（平成13年）10月30日 - 第1期内部大規模改修工事完了。
- 2002年（平成13年）10月30日 - 第2期内部大規模改修工事完了。
- 2006年（平成18年）
  - 2月 - 第4昇降口スロープ新設
  - 5月27日 - 扇風機設置（8教室）。
  - 7月 - 教材池再修理。
- 2007年（平成19年）3月20日 - 全教室にエアコン設置完了。
- 2008年（平成20年）4月1日 - 校舎南壁面緑化設置。
- 2009年（平成21年）7月21日 - 校舎外壁塗装工事。
- 2015年（平成27年）4月1日 - 通級指導学級「つばき学級」開級。
- 2016年（平成28年）4月1日 - 特別支援教室「すまいるルーム」設置。
- 2020年（令和2年）5月30日 - 体育館にエアコン設置完了。

## 通学区域
- 上祖師谷1丁目22〜41番、上祖師谷2丁目22〜26番、31〜38番、 上祖師谷6〜7丁目全域、給田1〜2丁目全域、給田3丁目1〜24番、南烏山5丁目15〜36番[1]